# 딕시아나
딕시아나(Dixiana)는 미국에서 제작된 루더 리드 감독의 1930년 코미디, 뮤지컬 영화이다. 베브 다니엘스 등이 주연으로 출연하였고 윌리엄 레바론 등이 제작에 참여하였다.

## 출연

### 주연
- 베브 다니엘스

### 조연
- 버트 휠러
- 로버트 울시
- 조셉 코쏜
- 조비너 하우랜드
- 도로시 리
- 랄프 해롤드
- 빌 로빈슨

## 제작진
- 의상: 맥스 리
- 의상: 월터 플렁킷